# Fusarium merismoides
Fusarium merismoides är en svampart. Fusarium merismoides ingår i släktet Fusarium och familjen Nectriaceae.

## Underarter
Arten delas in i följande underarter:
- chlamydosporale
- crassum
- acetilereum
- violaceum
- merismoides

## Bildgalleri

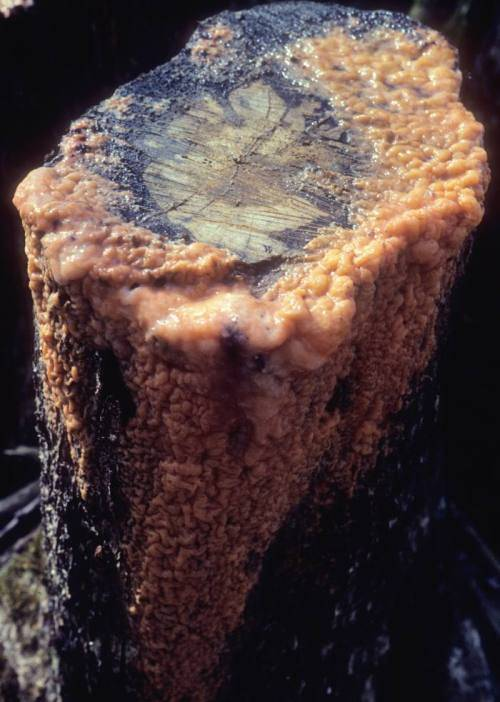